# 5x20 All the Best!! 1999-2019
5x20 All the Best!! 1999-2019 (stilizzato 5×20 All the BEST!! 1999–2019) è un album di raccolta del gruppo musicale giapponese Arashi, pubblicato nel 2019.

## Tracce
CD 1
1. Arashi – 4:29
2. Sunrise Nippon – 4:45
3. Horizon – 5:09
4. Typhoon Generation – 5:01
5. Kansha Kangeki Ame Arashi – 4:49
6. Kimi no Tame ni Boku ga Iru – 3:46
7. Jidai – 4:55
8. A Day in Our Life – 4:47
9. Nice na Kokoroiki – 4:01
10. Pikanchi – 4:52
11. Tomadoi Nagara – 4:16
12. Hadashi no Mirai – 4:43
13. Kotoba Yori Taisetsu na Mono – 4:03
14. Pikanchi Double – 5:08
15. Hitomi no Naka no Galaxy – 5:20
16. Hero – 4:53

CD 2
1. Sakura Sake – 4:24
2. Wish – 4:29
3. Kitto Daijōbu – 4:53
4. Aozora Pedal – 5:21
5. Love So Sweet – 4:51
6. We Can Make It! – 4:12
7. Happiness – 4:20
8. Step and Go – 4:47
9. One Love – 4:47
10. Truth – 4:51
11. Kaze no Mukō e – 3:41
12. Beautiful Days – 4:54
13. Believe – 4:46
14. Ashita no Kioku – 5:00
15. Crazy Moon (Kimi wa Muteki) – 3:59
16. Everything – 4:00

CD 3
1. My Girl – 4:47
2. Troublemaker – 4:03
3. Monster – 4:29
4. To Be Free – 3:45
5. Love Rainbow – 4:42
6. Dear Snow – 4:45
7. Hatenai Sora – 4:27
8. Lotus – 4:24
9. Meikyū Love Song – 4:38
10. Wild at Heart – 4:09
11. Face Down – 3:57
12. Your Eyes – 4:40
13. Calling – 4:01
14. Breathless – 4:59
15. Endless Game – 3:58
16. Bittersweet – 4:48

CD 4
1. Guts! – 4:55
2. Daremo Shiranai – 4:04
3. Sakura – 4:39
4. Aozora no Shita, Kimi no Tonari – 4:04
5. Ai o Sakebe – 4:41
6. Fukkatsu Love – 4:54
7. I Seek – 4:45
8. Daylight – 4:51
9. Power of the Paradise – 4:38
10. I'll Be There – 4:11
11. Tsunagu – 4:08
12. Doors (Yūki no Kiseki) – 4:11
13. Find the Answer – 4:03
14. Natsu Hayate – 4:20
15. Kimi no Uta – 4:33
16. 5x20 – 6:15